# Otón de Nordheim
Otón de Nordheim (h. 1020 - 11 de enero de 1083) fue duque de Baviera (como Otón II) desde 1061 hasta 1070. Fue uno de los líderes de la rebelión sajona en 1073-75 y de la gran revuelta sajona de 1077-88 contra el rey Enrique IV de Alemania.

## Vida

### Familia
Otón nació alrededor de 1020, hijo del conde Bernardo de Nordheim (m. h. 1040) y su esposa Eilika. La rica e influyente dinastía ducal sajona de Nordheim se menciona por vez primera alrededor del año 950, sin que se haya establecido bien su ascendencia: hay posiblement una relación con la familia Immedinger del legendario duque Viduquindo, mientras que según el arzobispo de Magdeburgo Erico de Brandeburgo, el abuelo de Otón Sigfrido I de Nordheim era un hijo del conde Sigfrido de Luxemburgo.
Los condes de Nordheim tenían amplios estados en Sajonia en la parte superior de los ríos Leine y Werra así como sobre el Weser y sus afluentes el Diemel y el Nethe y en el bajo Elba. También actuaron como Vogts (alguaciles) de Corvey, Gandersheim, Helmarshausen, Bursfelde, y Amelungsborn. Otón sucedió a su padre como conde de Northeim hacia 1049, entonces uno de los nobles sajones más influyentes junto con el duque billungo Bernardo II y los condes udónidas de Stade.

### Gobierno durante la regencia de Enrique IV
Después de la muerte del emperador salio Enrique III en 1056, su viuda, la emperatriz viuda Inés, nombró a Otón duque de Baviera en 1061 para obtener su apoyo como madre y regente de Enrique IV. Al año siguiente (1062), sin embargo, cuando Inés entregó el poder a su hombre de confianza el obispo Enrique II de Augsburgo, el duque Otón estuvo entre aquellos príncipes que ayudaron al arzobispo Anno II de Colonia a tomar el control de Enrique IV y la regencia, en el llamado golpe de Kaiserswerth.
Otón asumió un papel prominente en el gobierno del reino durante la minoría de Enrique. Lideró una exitosa expedición a Hungría en 1063 para reinstalar al rey Salomón (prometido a la hermana de Enrique, Judit de Suabia), quien había sido expulsado por su tío Béla I. Al año siguiente, Otón fue a Italia para arreglar un cisma papal producido por el nombramiento del antipapa Honorio II. Otón también fue decisivo a la hora de asegurar el destierro de la corte del todopoderoso arzobispo Adalberto de Hamburgo-Bremen. Cruzó los Alpes en apoyo del interés regio en otras dos ocasiones y en 1069 intervino en dos expediciones en tierras de los eslavos polabianos (wendos) al este de Alemania.

### Conflicto con Enrique IV

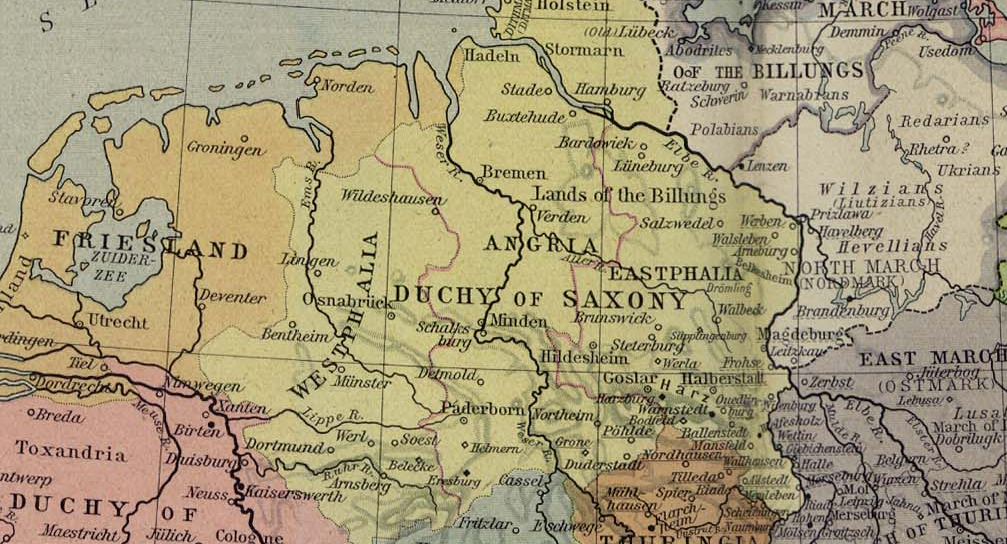
Ducado de Sajonia 919-1125

Hasta entonces, Otón estaba en buenos términos con el joven rey. No obstante, descuidó su ducado bávaro y en lugar de ello aumentó sus posesiones alodiales sajonas en el sur de la cordillera del Harz, lo que al final llevó a conflicto con Enrique IV, quien pretendía la consolidación de sus dominios reales en esta región. En 1070 se hicieron acusaciones bastante dudosas contra él por un Egeno I de Konradsburg de estar implicado en una trama para asesinar al rey, y se decidió que Otón debía someterse a juicio por combate con su acusador en Goslar.
Temiendo por su seguridad, Otón pidió un salvoconducto para ir y volver del lugar del encuentro. Cuando se rechazó darle esto, él declinó aparecer y fue en consecuencia colocado bajo proscripción imperial y privado de Baviera, mientras que sus estados sajones fueron saqueados. No obtuvo ningún apoyo en Baviera, pero alzó un ejército entre los sajones y llevó a cabo una campaña de saqueo contra Enrique hasta Pentecostés de 1071, cuando se sometió. Al año siguiente fue liberado de la custodia en que se encontraba y se le devolvió su patrimonio privado, pero no el título ducal de Baviera, que había sido entregado a su antiguo yerno, Güelfo I, el esposo divorciado de la hija de Otón, Etelinda.

### Rebelión
Según Bruno, autor de De bello Saxonico (Sobre la guerra sajona), cuando estalló la rebelión sajona en el verano de 1073, Otón pronunció un discurso inspirador a los nobles reunidos en Wormsleben, después de lo cual asumió el mando de los insurgentes. Por la paz de Gerstungen el 2 de febrero de 1074, el ducado de Baviera le fue formalmente restaurado, que sin embargo tuvo fuerte oposición con la nobleza local, con el resultado de que el antiguo yerno de Otón, Güelfo I, siguió siendo duque de Baviera de facto.[cita requerida] También participó en el segundo alzamiento de 1075 después de la demolición del castillo de Harzburgo.[cita requerida] Derrotado en la batalla de Langensalza el 9 de junio, se rindió y de nuevo fue perdonado por el rey Enrique que lo convirtió en administrador del ducado sajón.
Cuando la querella de las investiduras entre Enrique IV y el papa Gregorio VII culminó con la excomunión del rey en 1076, Otón intentó mediar entre Enrique y los nobles sajones reunidos en Trebur, pero cuando estos esfuerzos fracasaron de nuevo se unió a los insurgentes. Sin embargo, Otón no fue el líder de la gran revuelta sajona. Una vez que le aseguraron que el ducado de Baviera volvería a él, Otón aceptó la elección de Rodolfo de Rheinfelden como antirrey de Alemania. Por su habilidad y valor, Otón aún infligió derrotas a las fuerzas de Enrique en las batallas de Mellrichstadt, Flarchheim y Hohenmölsen.

### Muerte
Otón siguió en armas contra el rey hasta su muerte el 11 de enero de 1083. Está enterrado en la capilla Nicolai en Northeim. Su patrimonio personal en Sajonia más tarde pasó a Lotario de Suplimburgo, quien alrededor de 1100 se casó con la nieta de Otón, Richenza de Northeim. Después de que Richenza, reina alemana desde 1125 y emperatriz del Sacro Imperio desde 1133, muriera en 1141, las tierras alodiales fueron heredadas por su hija Gertrudis y su esposo, el duque güelfo Enrique el Orgulloso.

## Carácter
Se describe a Otón como noble, prudente y guerrero, y poseía grandes habilidades. Sus repetidos perdones demuestran que Enrique no podía permitirse descuidar a una personalidad tan poderosa, y sus talentos militares fueron mostrados repetidamente.

## Matrimonio y descendencia
Hacia 1055 Otón se casó con Riquilda, anteriormente considerada una hija del duque Otón II de Suabia, pero que probablemente descendía de la dinastía billunga. La pareja tuvo cuatro hijos y tres hijas.
- Enrique el Gordo (1055–1101), margrave de Frisia (1055–1101)
- Otón II, conde de Nordheim
- Sigfrido III (1050–1107), conde de Boyneburg
- Kuno (1050/60–1103), conde de Beichlingen
- Ida, se casó con el conde Thimo de Wettin, madre del margrave Conrado I de Wettin
- Etelinda (n. 1050/60, fecha de fallecimiento desconocida), casada con el duque Güelfo I de Baviera en 1062, divorciada en 1070; casada por segunda vez con Germán I, conde de Calvelage en 1070[6]
- Matilde, casada con el conde Conrado II de Werl-Arnsberg